# Bradley Heithold

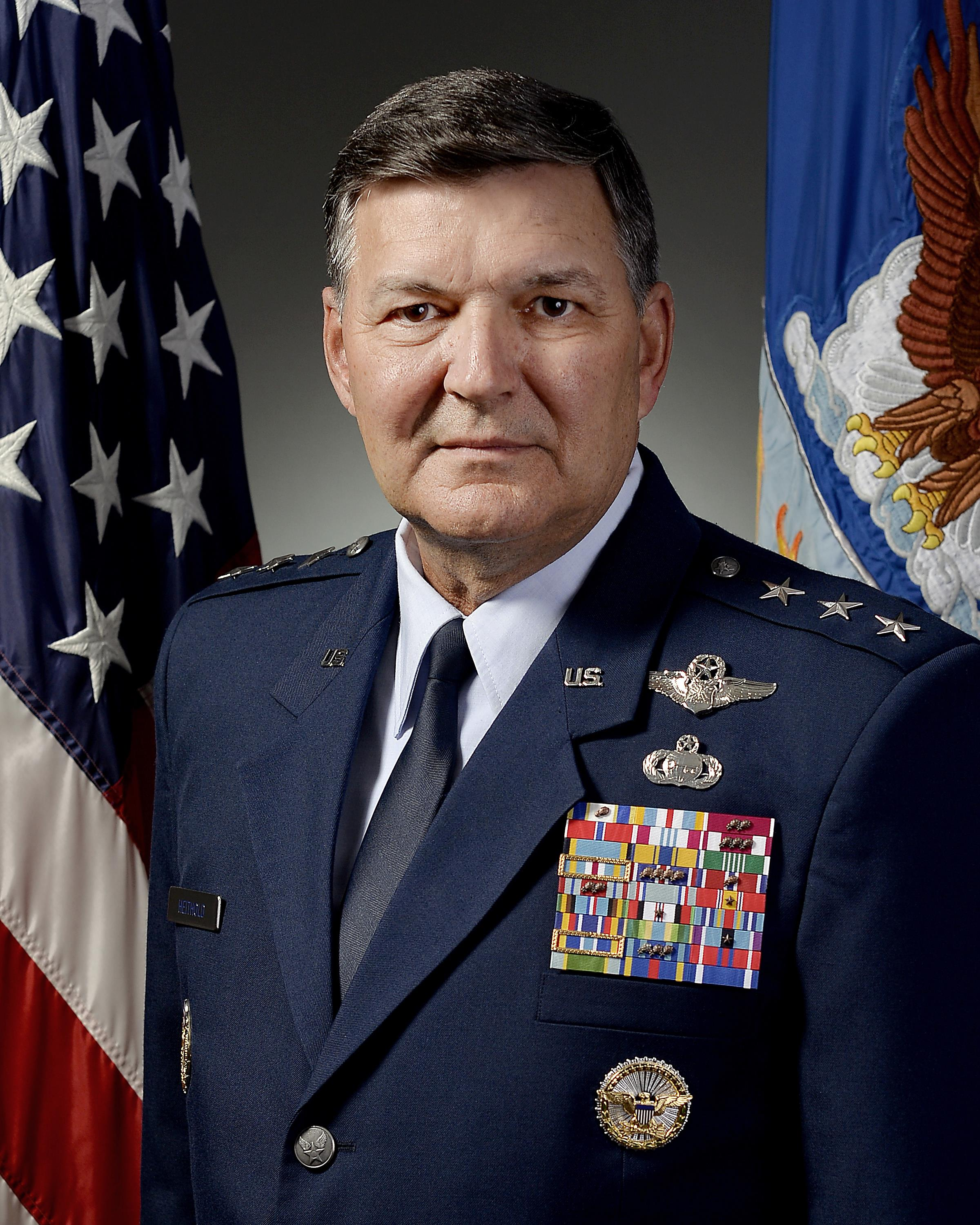
Bradley Heithold (2016)

Bradley A. Heithold (* 27. Februar 1956 in Lynwood, Kalifornien) ist ein pensionierter Generalleutnant der United States Air Force. Er war unter anderem Kommandeur des Air Force Special Operations Command.

## Leben
Im Jahr 1974 trat Bradley Heithold als einfacher Soldat der Luftwaffe bei. Drei Jahre lang war er auf der Holloman Air Force Base in New Mexico stationiert, wo er als Flugtechniker tätig war. Über das ROTC-Programm der University of Arkansas gelangte er im Jahr 1981 in das Offizierskorps der Air Force. Dort durchlief er anschließend alle Offiziersränge vom Leutnant bis zum Drei-Sterne-General.
Im Lauf seiner militärischen Karriere absolvierte er verschiedene Kurse und Schulungen. Dazu gehörten unter anderem eine Ausbildung zum Flugnavigator; die Squadron Officer School auf der Maxwell Air Force Base in Alabama; das Air Command and Staff College, das sich ebenfalls auf der Maxwell AFB befindet; das Air War College über einen Fernkurs; das Armed Forces Staff College in Norfolk, Virginia; das Leadership Development Program; den Systems Acquisition Management Course for Flag Officers und den Fundamentals of Systems Acquisition Management Course. Außerdem erhielt er akademische Grade von der Troy University, der Florida International University, der Harvard University, der University of Tennessee, der Harvard Kennedy School und der Georgetown University.
In seinen frühen Jahren als Offizier der Luftwaffe war er an verschiedenen Stützpunkten in den Vereinigten Staaten stationiert. Dabei war er bei unterschiedlichen Einheiten unter anderem als Flugnavigator und als Stabsoffizier tätig. Viele seiner Tätigkeiten fanden bei Sondereinheiten der Air Force (Special Operations Forces) statt. Dazwischen absolvierte er die erwähnten Schulungen. Als Stabsoffizier war er unter anderem im Hauptquartier der Air Force tätig. Zwischen August 1997 und August 1998 kommandierte er auf dem Hurlburt Field in Florida die 16. Sondereinsatzschwadron (16th Special Operations Squadron).
Zwischen Mai 2001 und Mai 2002 war Bradley Heithold auf der Kirtland Air Force Base in New Mexico stationiert, wo er als Oberst die 58. Operationsgruppe (58th Operations Group) kommandierte. Anschließend war er bis April 2003 Stabsoffizier im Hauptquartier der Luftwaffe. Es folgte eine Versetzung zur Moody Air Force Base in Georgia. Dort kommandierte er zwischen April 2003 und Mai 2005, außer der nachfolgend aufgeführten Unterbrechung, das 347. Rettungsgeschwader (347th Rescue Wing). Zwischen September 2004 und Januar 2005 wurde er nach Afghanistan beordert, wo er die 451. Expeditionsgruppe (451st Air Expeditionary Group) kommandierte.
Im Mai 2005 wurde Heithold stellvertretender Kommandeur des Warner Robins Air Logistics Center, das sich auf der Robins Air Force Base in Georgia befand. Diese Aufgabe nahm er bis zum Juni 2007 wahr. Daran schloss sich eine Versetzung zum Hurlburt Field in Florida an. Dort war er zwischen Juni 2007 und Februar 2009 Abteilungsdirektor im Stab des Air Force Special Operations Command. Als Nächstes wurde er zur Lackland Air Force Base in Texas versetzt, wo er zwischen Februar 2009 und Juli 2011 Kommandeur der Air Force Intelligence, Surveillance and Reconnaissance Agency war. Danach war er bis zum Juni 2014 stellvertretender Kommandeur des United States Special Operations Commands. Am 1. Juli 2014 übernahm Bradley Heithold auf dem Hurlburt Field in Florida als Nachfolger von Eric E. Fiel das Kommando über das Air Force Special Operations Command. Diesen Oberbefehl übte er bis zum 19. Juli 2016 aus, als er von Marshall B. Webb abgelöst wurde. Anschließend wurde er zum Stab des Verteidigungsministeriums versetzt, dem er bis Juli 2018 angehörte (Principal Deputy Director, Cost Assessment and Program Evaluation). Danach schied er aus dem aktiven Militärdienst aus.
Während seiner aktiven Zeit als Flugnavigator absolvierte er über 3400 Flugstunden auf verschiedenen Flugzeugtypen.
Nach seiner Pensionierung wurde Heithold im Jahr 2019 Mitglied im Beratergremium (Board of Advisors) der Firma Dynamic Aviation.

## Daten der Beförderungen
| Abzeichen | Rang               | Jahr              |
| --------- | ------------------ | ----------------- |
|           | Second Lieutenant  | 27. Mai 1981      |
|           | First Lieutenant   | 5. August 1983    |
|           | Captain            | 5. August 1985    |
|           | Major              | 1. Mai 1993       |
|           | Lieutenant Colonel | 1. Januar 1997    |
|           | Colonel            | 1. April 2000     |
|           | Brigadier General  | 2. September 2006 |
|           | Major General      | 9. Dezember 2008  |
|           | Lieutenant General | 19. Juli 2011     |

## Orden und Auszeichnungen
Bradley Heithold erhielt im Lauf seiner militärischen Laufbahn unter anderem folgende Auszeichnungen:
- Defense Distinguished Service Medal
- Air Force Distinguished Service Medal
- Defense Superior Service Medal
- Legion of Merit
- Bronze Star Medal
- Defense Meritorious Service Medal
- Meritorious Service Medal
- Air Force Commendation Medal
- Aerial Achievement Medal
- Army Commendation Medal
- Joint Meritorious Unit Award
- Air Force Outstanding Unit Award
- Air Force Organizational Excellence Award
- Combat Readiness Medal
- Air Force Good Conduct Medal
- National Defense Service Medal
- Armed Forces Expeditionary Medal
- Afghanistan Campaign Medal
- Global War on Terrorism Expeditionary Medal
- Global War on Terrorism Service Medal
- Armed Forces Service Medal
- Humanitarian Service Medal
- Air Force Longevity Service Award
- NATO-Medaille

Außerdem erhielt er noch einige Ordensbänder (Ribbons) verliehen. 